# Srefidensimonument

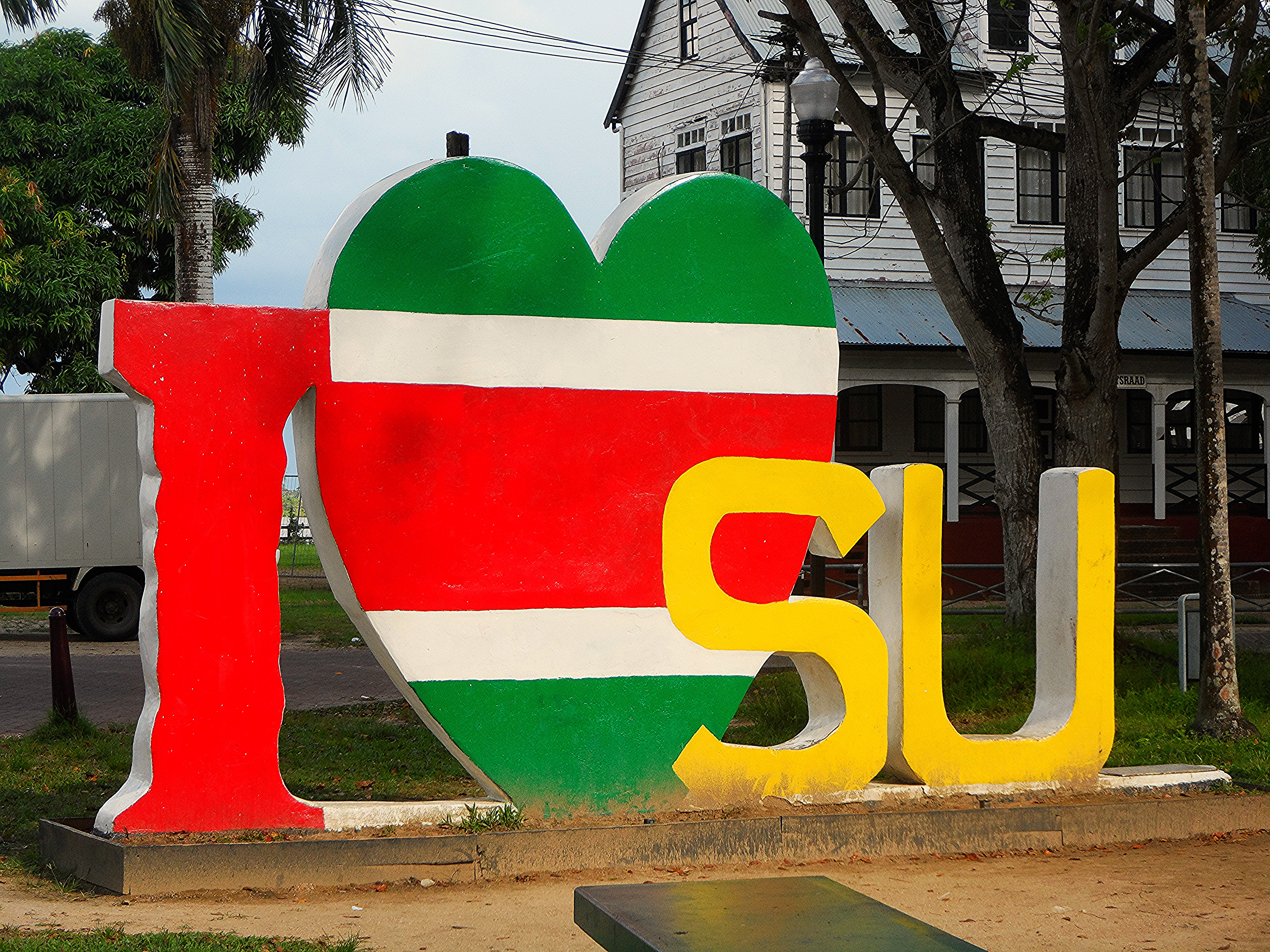
Het betonnen Srefidensimonument

Het Srefidensimonument, ook bekend als het I ❤️ SU-monument, is een betonnen weergave van de tekst 'I ❤️ SU' (Ik hou van Suriname), beschilderd in de felle kleuren rood, groen, wit en geel. Het hart is geschilderd in de kleuren van de Surinaamse vlag (groen, wit en rood). Dit lettermonument staat bij het Fort Zeelandia in de Surinaamse hoofdstad Paramaribo.
Srefidensi verwijst de Surinaamse onafhankelijkheid. "SU" wordt veel gebruikt als afkorting, hoewel de ISO 3166-1-landcode SR is.

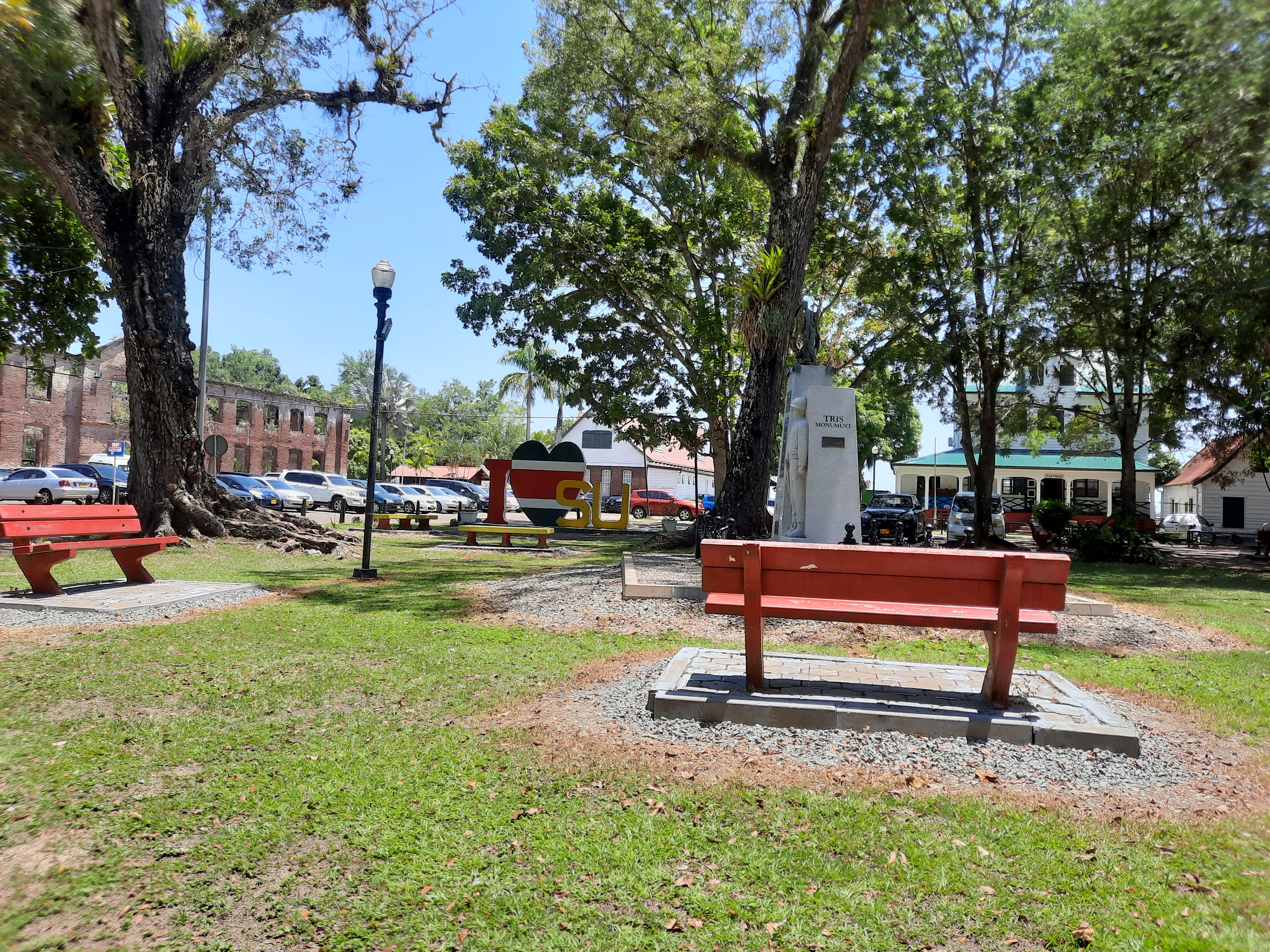
TRIS- en Srefidensimonument

De sculptuur werd ontworpen door de kunstenaar George Struikelblok. In 2006 had hij het idee om een symbolisch kunstwerk te maken met als doel het nationale gevoel te verstevigen dat volgens hem moest leiden tot natievorming. In de nacht van 24 op 25 november 2010 plaatste de kunstenaar op eigen initiatief het kunstwerk aan de zeekant bij de Zeelandiaweg, nabij het beeld van koningin Wilhelmina. Deze versie was van triplex en hardboard platen.
In juli 2011 werd deze versie, die door de weersomstandigheden in slechte staat verkeerde, vervangen door een versie van gewapend beton met een plaquette die het doel en de totstandkoming memoreert. Deze versie is ongeveer drie meter hoog, weegt vijf tot zeven ton en werd vervaardigd met medewerking van het Directoraat Cultuur en het bedrijfsleven. Dit beeld staat eveneens aan de Zeelandiaweg, maar aan de andere kant van het fort, op enkele meters van het TRIS-monument dat de Surinaams-Nederlandse koloniale ordetroepen herdenkt die tot aan de onafhankelijkheid politie- en bewakingstaken vervulden.